# Phase 3: Thrones and Dominions
Phase 3: Thrones and Dominions, è il secondo album in studio della band drone metal americana Earth, pubblicato il 25 aprile 1995 dalla Sub Pop Records. 

## Tracce
1. Harvey – 2:54
2. Tibetan Quaaludes – 7:43
3. Lullaby (Take 2: How Dry I Am) – 3:15
4. Song 4 – 2:50
5. Site Specific Carniverous Occurence – 8:41
6. Phase 3: Agni Detonating over the Thar Desert... – 12:28
7. Thrones and Dominions – 14:21
8. Song 6 (Chime) – 2:48

## Formazione
- Dylan Carlson - chitarra, percussioni
- Rick Cambern - batteria nella quinta traccia
- Tommy Hansen - chitarra